# Kanton Saint-Leu-2
Der Kanton Saint-Leu-2 war von 1949 bis 2015 ein französischer Wahlkreis im Arrondissement Saint-Paul des Übersee-Départements Réunion. Er umfasste einen Teil der Gemeinde Saint-Leu.